# シャンプレーン湖

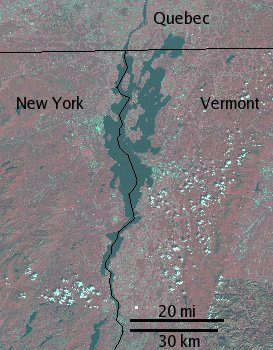
ランドサット衛星から見た湖

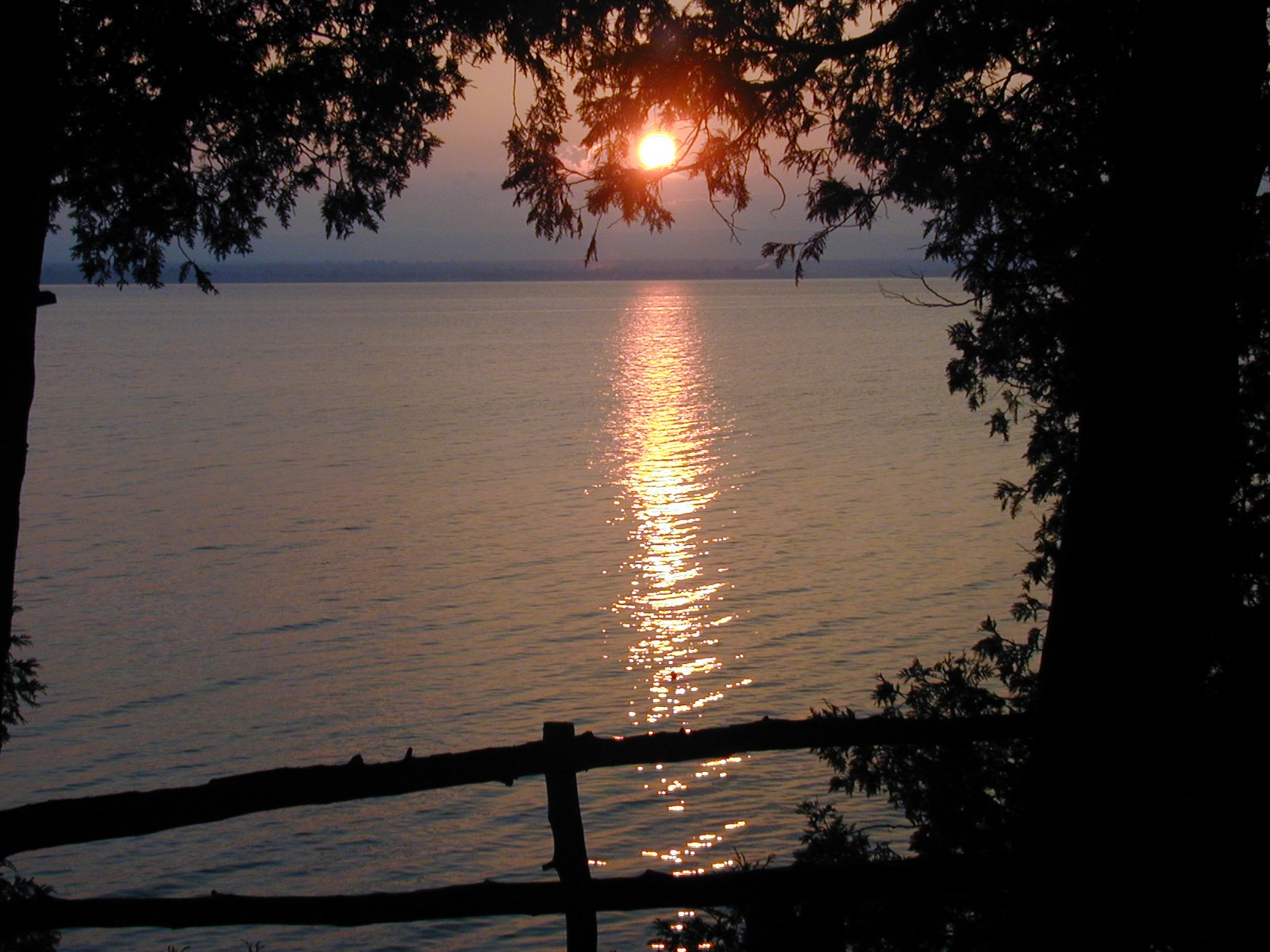
シャンプレーン湖の夕日

シャンプレーン湖（シャンプレーンこ、Lake Champlain）は、アメリカのバーモント州、ニューヨーク州およびカナダのケベック州の境界に位置する湖。大半はアメリカ領内にあり、アメリカでは6番目に大きな湖である。

## 概要
バーモント州のグリーン山脈とニューヨーク州のアディロンダック山地の間に位置し、北の端がカナダのケベック州に入る。バーモント州からウィヌースキー川、ミシスクォイ川、ラモイル川、ニューヨーク州からオーサブル川、チャジー川、サラナック川、さらにジョージ湖からもラ・シュート川が注ぎ、集められた水はリシュリュー川を下ってセントローレンス川に合流する。
付近の山脈を含めて、一帯に温帯の針葉樹林、落葉樹林および多数の湖、沼地、淡水湿地がある。湖はアトランティック・フライウェイ沿いにあるため、ハシグロクロハラアジサシを含む水鳥、スズメ目、猛禽類、渉禽類などの約200種の鳥類が生息している。他には58種の哺乳類、トゲスッポンなどの35種の爬虫類と両生類、ミズウミチョウザメなどの魚類、1,400種の植物、ムール貝などの20,000種の無脊椎動物が生息しており、生物多様性が豊かであるが、シンリンオオカミとピューマは既に絶滅した。湖はアディロンダック山地とグリーン山脈と共にユネスコの生物圏保護区に指定され、北東部のミシスクォイ川の三角州およびミシスクォイ湾の湿地はラムサール条約登録地である。
周辺の地域は、1609年にこの地域を探検したフランス人探検家、サミュエル・ド・シャンプランにちなんでシャンプレーンバレーと呼ばれる。
19世紀、ハドソン川水系とシャンプレーン運河で繋がり、湖に面したバーリントン、ポート・ヘンリー、プラッツバーグは商業的に非常に重要な港であった。しかし現在ではこれらの港を利用する船舶の大半は小型船やフェリー、湖のクルーズ船である。
ラブラドル半島からアメリカ北部を通りノースウェスト準州まで弧状に分布する多くの湖のひとつであり、面積は約1269km²、長さはおよそ201km、幅は最大23kmにおよぶ淡水湖で、約80の島が浮かび、その全てがバーモント州に属している。
植民地時代からセントローレンス川とハドソン川との間の航路として使われた。湖北端のサンジャンシュルリシュリューはモントリオールに近く、南端のホワイトホールはサラトガ、グレンズフォールズ、オールバニーに近い。植民地時代にはタイコンデロガとクラウンポイントの砦が湖の航行をコントロールしていた。1758年と1777年にはタイコンデロガで大きな戦いがあり、1776年にはバルクール島で、1814年にはプラッツバーグで海戦があった。
米英戦争の後、イギリス領カナダからの攻撃を防ぐため、アメリカ人によりブランダー砦が造られた。
また、チャンプという名のUMAの目撃例がある。